# ماتزارا سانت‌آندرا
ماتزارا سانت‌آندرا (به ایتالیایی: Mazzarrà Sant'Andrea) یک کومونه در ایتالیا است که در استان مسینا واقع شده‌است.

## خصوصیات
ماتزارا سانت‌آندرا ۶٫۶ کیلومترمربع مساحت و ۱٬۶۷۰ نفر جمعیت دارد و ۱۱۰ متر بالاتر از سطح دریا واقع شده‌است.